# Sale el sol
Sale el sol è il nono album in studio della cantante colombiana Shakira, pubblicato il 15 ottobre 2010 dalla Epic Records.

## Descrizione
A giugno 2010, in un'intervista al magazine Billboard, Shakira ha dichiarato che nel nuovo album ci saranno "due correnti, una è molta musica sull'amore, le esperienze d'amore e le emozioni. L'altra è molto allegra e ritmata." La cantante ha rivelato anche che la musica dell'album avrà influenze dalla Colombia e dalla Repubblica Dominicana. "Da una parte è un po' più latino e dall'altra un po' più rock ‘n roll". Ha anche paragonato il suo nuovo materiale a quello del periodo di Oral Fixation, affermando che con il nuovo album sta "tornando alle origini".
Shakira ha inoltre dichiarato: "Sono molto elettrizzata per questo nuovo disco perché mi fa venire in mente i vari passaggi che ho attraversato nella mia carriera. Sale el sol ha una forte parte rock e anche canzoni latine romantiche. È come se fosse una sintesi di tutti questi 20 anni". Come annunciato dalla cantante su MTV, l'album è molto personale e ha a che fare con questioni di cuore.
Sul suo sito ufficiale, Shakira ha confermato che nell'album sarà incluso il singolo dei Mondiali di Calcio 2010, Waka Waka (This Time for Africa). Il 14 ottobre 2010, il giorno prima della pubblicazione, è stato possibile ascoltare in anteprima tutte le tracce dell'album sul profilo Facebook della cantante.
Il 6 dicembre 2010 la Sony ha annunciato che l'album, dopo 6 settimane dall'uscita, ha venduto più di 1 milione di copie in tutto il mondo; inoltre, secondo FIMI, Sale el sol è stato il ventunesimo album più venduto in Italia nel 2010 e il quarantacinquesimo nel 2011. Nel marzo 2011 l'album conta più di 4 milioni di copie vendute in tutto il mondo.

## Produzione
L'album è stato registrato tra New York, Nassau, Santo Domingo e Punta del Este ed è un mix di merengue, techno e dance.
Dizzee Rascal è uno dei numerosi collaboratori all'album, che compare nel singolo Loca. Sulla collaborazione il rapper inglese ha detto "So che sembra pazzesco adesso, ma aspettate e vedrete che cosa succederà. Sono io che faccio qualcosa di diverso, su una base merengue". Altre collaborazioni citate sono con l'artista hip hop dominicano El Cata, con la band portoricana Calle 13, con il rapper Pitbull e con Gustavo Cerati.

## Stile musicale
Il disco si apre con Sale el sol, una ballata folk rock che parla di come dopo dei periodi difficili "il sole torni a splendere nuovamente", chiaro riferimento autobiografico in quanto la cantante aveva da poco iniziato una nuova relazione con calciatore del Barcellona Gerard Pique. Loca è un'esplosione di latinità, con merengue e pop, che vede Shakira duettare con Dizzee Rascal nella versione inglese e con El Cata nella versione spagnola. Antes de las seis, scritto con lo storico collaboratore Mendez, è un pezzo romantico, più acustico, con sonorità che sfumano nell'orientale e parla di un possibile abbandono ("dal giorno in cui non ci sei, ho visto la notte arrivare molto prima delle sei"). Gordita è un brano latineggiante a cui si aggiunge il rap di Renè Perez dei Calle 13, un gruppo musicale portoricano di musica hip hop e latin rap, con cui Shakira duetta. Nonostante il titolo inglese, Addicted to You è una canzone dal sound latino con note di salsa molto allegra.
Lo que más è una ballata fatta solo di archi e piano, più riflessiva, che ricorda le atmosfere di La pared; Mariposas invece è il brano più pop del disco. Rabiosa segna il ritorno a ritmi più latini; del brano esistono due versioni: quella spagnola in cui Shakira duetta nuovamente con El Cata e quella inglese con Pitbull. In Devoción, Shakira esprime tutta la sua anima rock: il brano è stato composto dalla cantante insieme al suo amico Gustavo Cerati, che aveva già collaborato con lei in Día especial e No nel precedente album in spagnolo di Shakira, Fijación oral vol. 1. Islands è un pezzo alternativo, cover del brano originale dei The xx, un trio indie pop britannico; Tu boca è una delle canzoni più rock della carriera di Shakira.

## Promozione e singoli
Shakira ha annunciato la title track dell'album durante il concerto Rock in Rio a Madrid, a giugno 2010. La copertina è invece stata resa disponibile il 31 agosto 2010.
I singoli pubblicati dall'album sono stati:
- Loca, è stato inviato alle radio il 1º settembre 2010; essa è un'interpretazione della canzone di El Cata Loca con su tiguere.[23] Nell'agosto 2010 immagini e video del brano mostrano Shakira a Barcellona.[39][40] La canzone è presente nell'album in due versioni, interpretata con Dizzee Rascal nella versione inglese e con El Cata nella versione spagnola.
- Sale el sol, entrato in rotazione radiofonica il 31 dicembre 2010 e pubblicato il 4 gennaio 2011.
- Rabiosa, è il terzo singolo estratto dall'album, annunciato dalla stessa Shakira durante un'intervista ad NRJ; nella stessa intervista la cantante dichiara di essere già in fase di prima lavorazione per il nuovo album, che definisce "gentile" e che racconterà le emozioni vissute negli anni passati.
- Antes de las seis, è il quarto singolo estratto da Sale El Sol, pubblicato su iTunes il 21 ottobre 2011. Antes De Las Seis è anche il primo singolo estratto dal quarto album live di Shakira Shakira: Live from Paris in uscita il 5 dicembre 2011.
- Addicted to You è il quinto e ultimo singolo estratto dall'album. Il singolo venne pubblicato ufficialmente il 9 marzo, come download digitale, e nel mese di maggio venne lanciato nelle radio. Inoltre nello stesso mese, precisamente il 2 maggio, venne pubblicato il video della canzone.

## Tracce
CD standard (Epic 8869 779789 2 (Sony) / EAN 0886977978920)
1. Sale el sol – 3:21 (Luis Fernando Ochoa, Shakira)
2. Loca (feat. El Cata) – 3:05 (Shakira, Dizzee Rascal, El Cata, Pitbull)
3. Antes de las seis – 2:56 (Shakira, Léster Mendez)
4. Gordita (feat. Residente dei Calle 13) – 3:26 (Shakira, Calle 13)
5. Addicted to You – 2:28 (Luis Fernando Ochoa, John Hill, Shakira, El Cata)
6. Lo que más – 2:29 (Shakira, Albert Menéndez)
7. Mariposas – 3:47 (Shakira, Alberto Menéndez)
8. Rabiosa (feat. El Cata) – 2:52 (Shakira, Pitbull, El Cata)
9. Devoción – 3:27 (Gustavo Cerati, Sam Endicott, John Hill, Shakira, Jorge Drexler)
10. Islands – 2:45 (Oliver Sim, Jamie Smith, Baria Quereshi, Romy Madly Croft)
11. Tu boca – 3:27 (Tim Mitchell, Gustavo Cerati, Shakira, Jorge Drexler, Alberto Menéndez)
12. Waka Waka (This Time for Africa) (K-Mix) (feat. Freshlyground) – 3:07 (Shakira, John Hill, Freshlyground, Golden Sounds)
13. Loca (feat. Dizzee Rascal) – 3:13 (Shakira, Pitbull, El Cata)
14. Rabiosa (feat. Pitbull) – 2:52 (Shakira, Pitbull, El Cata)
15. Waka Waka (Esto es África) (K-Mix) – 3:07 (Shakira, John Hill, Freshlyground, Golden Sounds)

Tracce bonus (Canada, Europa)
1. Waka Waka (This Time for Africa) (feat. Freshlyground) – 3:23 (Shakira, John Hill, Freshlyground, Golden Sounds)
2. Waka Waka (This Time for Africa) (Video) – 3:31 (Shakira, John Hill, Freshlyground, Golden Sounds)

Tracce bonus (Giappone)
1. Give It Up to Me (feat. Lil Wayne) – 3:04 (Amanda Ghost, Dwayne Carter, Shakira, Timothy Mosley)
2. Did It Again – 3:47 (Scott Mescudi, Pharell Williams)
3. Waka Waka (This Time for Africa) (feat. Freshlyground) – 3:23 (Shakira, John Hill, Freshlyground, Golden Sounds)

Tracce bonus (Colombia)
1. Gitana – 3:27 (A. Ghost, Shakira, I. Dench, C. Sturken, E. Rogers, J. Drexler)
2. Waka Waka (Esto Es África) (feat. Freshlyground) (Sharam Radio Edit - Spanish) – 3:23 (Shakira, John Hill, Freshlyground, Golden Sounds)
3. Waka Waka (This Time for Africa) (feat. Freshlyground) (Havana Funk Remix) – 3:23 (Shakira, John Hill, Freshlyground, Golden Sounds)
4. Loca (feat. El Cata) (Freemasons Spanish Club Edit) – 3:01 (Shakira, Pitbull, El Cata)
5. Loca (feat. El Cata) (Brodicat Beat Beep Remix by Brodicat aka Brodinski and Mikix the Cat) (Shakira, Pitbull, El Cata)
6. Loca (feat. El Cata) (Static Revenger Mix Radio Edit) (Shakira, Pitbull, El Cata)

## Successo commerciale
L'album è entrato alla settima posizione della classifica statunitense, vendendo 46.000 copie in una settimana. È il quarto album di Shakira ad entrare nella top 10 e il terzo debutto più alto dopo Fijación oral vol. 1 e Oral Fixation Vol. 2 che avevano debuttato rispettivamente alla posizione 4 e 5. In America Latina l'album debutta direttamente alla prima posizione diventando qui il quinto album della cantante a raggiungere la vetta. In Francia l'album entra alla posizione numero 2 e la settimana successiva, con oltre 15.000 copie vendute, raggiunge la prima posizione, posizione mai raggiunta con i precedenti album. Anche in Italia, dopo aver debuttato alla numero 3, raggiunge la vetta, già raggiunta pochi mesi prima con l'album She Wolf. In Grecia e in Messico, l'album ottiene dopo un solo giorno il disco d'oro per aver superato rispettivamente le 3.000 e le 30.000 copie.

## Classifiche
| Classifica (2010)    | Posizione massima |
| -------------------- | ----------------- |
| Austria              | 3                 |
| Belgio (Fiandre)     | 8                 |
| Belgio (Vallonia)    | 1                 |
| Canada               | 11                |
| Danimarca            | 27                |
| Europa               | 2                 |
| Finlandia            | 23                |
| Francia              | 1                 |
| Germania             | 6                 |
| Grecia               | 1                 |
| Italia               | 1                 |
| Messico              | 1                 |
| Paesi Bassi          | 10                |
| Polonia              | 3                 |
| Portogallo           | 1                 |
| Repubblica Ceca      | 7                 |
| Russia               | 3                 |
| Spagna               | 1                 |
| Stati Uniti          | 7                 |
| Stati Uniti (Latina) | 1                 |
| Svezia               | 19                |
| Svizzera             | 2                 |
| Svizzera (Romandie)  | 1                 |
| Ungheria             | 4                 |

### Classifiche di fine anno
| Classifica (2011) | Posizione |
| ----------------- | --------- |
| Austria           | 42        |
| Belgio (Fiandre)  | 34        |
| Belgio (Vallonia) | 16        |
| Italia            | 45        |
| Messico           | 23        |

## Date di pubblicazione
| Paese       | Data di pubblicazione | Versione          | Etichetta                |
| ----------- | --------------------- | ----------------- | ------------------------ |
| Germania    | 15 ottobre 2010       | Sale el sol       | Sony Music Entertainment |
| Francia     | 18 ottobre 2010       | Sale el sol       | Jive, Epic               |
| Stati Uniti | 19 ottobre 2010       | The Sun Comes Out | Epic Records             |
| Giappone    | 3 novembre 2010       | Sale el sol       | Sony Music Japan         |
| Regno Unito | 4 aprile 2011         | The Sun Comes Out | RCA Records              |